# Anthony Lexa
Anthony Lexa (* 2000) ist eine britische Schauspielerin und Sängerin. Bekanntheit erlangte sie durch ihre Rolle als Abbi Montgomery in der Serie Sex Education. Lexa identifiziert sich als transgender.

## Leben
Bereits in ihrer Kindheit hat Lexy sich mit ihrer Sexualität und Geschlechtsidentität auseinandergesetzt. Gestärkt durch den Rückhalt und die Freiheiten, die sie in ihrer Familie erlebte, outete sie sich früh als homosexuell, später dann als transidentitär und identifizierte sich seitdem als Frau. Mit der Zeit fand sie heraus, dass sie bisexuell ist, was ein drittes Outing zur Folge hatte.

## Karriere
2021 ist Lexy nach London gezogen, wo sie als Singer-Songwriterin Indie-Pop-Musik produziert und als Schauspielerin in Theatern im Londoner West End arbeitet. In London stieß sie auf einen offenen Casting-Aufruf für die vierte Staffel der Serie Sex Education, wodurch sie die Rolle der trans Frau Abbi Montgomery erhielt, welche ihr internationale Bekanntheit verschaffte. Die Serienschöpfer wollten den Fokus in der neuen Staffel mehr auf Transgeschlechtlichkeit legen, und haben deshalb neben der bereits in den vorherigen Staffeln vorkommenden nonbinären Figur Cal Bowman, gespielt von Dua Saleh zwei weitere trans Personen in die Handlung eingebaut.
Bereits seit 2019 veröffentlicht Lexi Musik, im September 2023 erschien ihre bisher erfolgreichste Single Early Nights.
Lexy setzt sich in der Organisation The Trans Secret Santa für trans Kinder ein.

## Filmografie
- 2023: Sex Education (Serie, 7 Folgen)

## Diskografie
- 2019: Movin on Up
- 2019: Ingredients
- 2019: Noise
- 2023: Early Nights
- 2023: T Time
- 2023: Sleepy
- 2024: Terrified[5]